# حمالة صدر ذكورية
تشير حمالة الصدر الذكورية، والتي تُعرف أيضًا بحمالة الصدر الضاغطة، أو صدرية الضغط، أو صدرية فرط التثدي، إلى حمالات صدر يرتديها الرجال، إذ قد يُصاب الرجال بالتثدي في بعض الأحيان، وتُمثَّل الأعداد المقدرة للإصابة بهذه الحالة كمجالات، نظرًا لتفاوت كل من تعريف تثدي الرجل وأسلوب الاستقصاء، ورغم وجود العديد من الخيارات العلاجية للتثدي، يختار البعض الجراحة لتقليص حجم أثدائهم، أو يرتدون صدرية ذكورية، علمًا أن هذا النمط من حمالات الصدر يجعل الثدي مسطحًا عادةً عوضًا عن رفعه.
يمكن تقسيم الرجال الذين يختارون ارتداء صدريات عمومًا إلى فئتين، اعتمادًا على ما إن كان الرجل يرتديها لسبب وظيفي، أو كجزء من ارتداء ملابس الجنس الآخر، فقد يختار بعض الرجال الذين يمتلكون ثديين كبيرين كنتيجة للسمنة أو التثدي ارتداء صدرية لتأمين دعامة لثدييه وجعل منظرهما مسطحًا، بينما يرتديها رجال آخرون كلباس لجنس آخر، من أجل أهداف جنسية، كالفيتيشية الجنسية لارتداء هكذا ملابس، أو الاستئناث الجنسي، أوكنوع من الخضوع الجنسي للشريك.
علاوة على ذلك، قد يختار بعض الرياضين الذكور، وتحديدًا العدّائين، ارتداء حمالة صدر رياضية تحت قمصانهم لتفادي حدوث حالة طبية شائعة تُعرف بحلمة العدّاء (شقاق الحلمة أو تهيجها بالحك)، وهي تنتج عن الاحتكاك المفرط لقماش مبلل بالعرق بحلمة الشخص، وتُعتبر حالة مؤلمة جدًا عادةً، ويمكن تجنبها بارتداء حمالة صدر رياضية.
بالرغم من تطوير بعض حمالات الصدر للرجال، فهي تختلف غالبًا بصورة سطحية فقط عن نظيراتها الأنثوية، علمًا أنه قد لا توجد ضرورة طبية في بعض الحالات لارتداء الرجال حمالات صدر، وتنطبق الاعتبارات ذاتها الداعمة للحمالات والمناهضة لها على كلي الجنسين.
في الرياضة، تستخدم الأندية الرياضية حمالة صدر ذكورية غالبًا لتقييم اللاعبين في إحصائيات الزمن الحقيقي، إذ تتضمن هذه الحمالة جهاز تتبع (على شاكلة حمالة الصدر الرياضية الأنثوية التي تتضمن جهازًا لمراقبة معدل ضربات القلب) يحدد معدل ضربات القلب، والمسافة المقطوعة، ومتغيرات إحصائية أخرى يمكن للمدرّب الاستفادة منها لتقييم اللاعبين.

## في الثقافة الشعبية
- تضمنت حلقة من السيت كوم التلفزيوني ساينفيلد، عنوانها «البواب»، اختراع شخصية كرامر لحمالة صدرية ذكورية أطلق علها اسم «برو» (بدلًا من لفظ برا bra بالإنكليزية الذي يعني حمالة الصدر الأنثوية) لفرانك كوستانزا، الذي قيل أن لديه ثديين كبيرين، فقرر فرانك في البداية التسويق لهذا الاختراع، لكنه اختلف مع كارمر على الاسم، فأراد أن يسميه «مانزيير»، كتلاعب بلفظ «برازيير» (أي حمالة صدر بالإنكليزية).
- تضمنت حلقة من السيت كوم التلفزيوني الأمريكي المتحرك نابليون ديناميت بعنوان «إف إف إيه» مشهدًا يكشف فيه نابليون أنه يرتدي «حمالة صدر ذكورية» أثناء تنافسه في مسابقة لـ«سرعة الحلب».